# Go-Fukakusa
Go-Fukakusa (japonsky 後深草天皇, Go-Fukakusa-tennó, 28. června 1243 – 17. srpna 1304) byl osmdesátý devátý císař Japonska v souladu s tradičním pořadím posloupnosti. Vládl od 16. února 1246 do své abdikace 9. ledna 1259.
Princ, jehož osobní jméno (imina) před nástupem na Chryzantémový trůn znělo Hisahito (久仁), byl druhorozeným synem císaře Go-Sagy. Tento panovník z 13. století byl pojmenován po císaři Ninmjóovi, který vládl v 9. století, a Fukakusa bylo jeho alternativní jméno. Výraz go- (後) se doslovně překládá jako „pozdější“. Go-Fukakusa tedy může být označován jako „pozdější císař Fukakusa“. Jelikož se japonské go v některých starších pramenech rovněž překládalo ve významu „ten druhý“, mohl by tento císař být také označován jako Fukakusa druhý či Fukakusa II. 

## Jméno
Ačkoli se jméno tohoto císaře ze 13. století píše v latince stejně jako osobní jméno současného člena císařské rodiny, jejich zápis znaky kandži se liší:
- princ Hisahito (později císař Go-Fukakusa) ─ 久仁
- princ Hisahito (* 2006) ─ 悠仁

## Události za Go-Fukakusova života
Dne 16. února 1246 odstoupil z Chryzantémového trůnu dosavadní císař Go-Saga, aby na něj mohl usednout jeho 4letý syn Hisahito. Go-Saga pak vládl dál jako klášterní císař. V roce 1259 přinutil Go-Saga 15letého Go-Fukakusu, aby abdikoval ve prospěch svého mladšího bratra prince Cunehita (恒仁親王), pozdějšího císaře Kamejamy. Kamejamův syn Johito (世仁親王) byl jmenován korunním princem (později vešel ve známost jako císař Go-Uda). Go-Fukakusa podal odvolání k šógunátní správě sídlící ve městě Kamakura a docílil toho, že jeho syn, princ Hirohito (熈仁親王), později známý jako císař Fušimi, byl jmenován dalším v nástupnickém pořadí po Go-Udovi. Za vlády císaře Go-Udy uplatňoval Go-Fukakusa moc z pozice klášterního císaře. Jeho přičiněním byla uzavřena dohoda, podle níž se měli na císařském trůnu střídat potomci Go-Fukakusy s Kamejamovými potomky.
V roce 1290 se Go-Fukakusa vzdal role klášterního císaře a stal se mnichem v chrámu Džimjóin v Heian-kjó. Avšak poté, co se jeho sedmý syn, princ Hisaaki, stal 8. šógunem šógunátu Kamakura, jeho pozice značně posílila.
Roku 1304 Go-Fukakusa zemřel. Je spolu s dalšími 11 císaři pohřben v mauzoleu Fukakusa no kita no misasagi (深草北陵) v kjótské čtvrti Fušimi-ku.

## Rodina
Císařský princ Hisahito neboli císař Go-Fukakusa měl 9 manželek, s nimiž zplodil 17 dětí, 11 synů a 6 dcer. Jeho druhorozený syn, císařský princ Hirohito (熈仁親王), se posléze stal císařem Fušimim a jeho sedmý syn, císařský princ Hisaaki (久明親王), 8. šógunem kamakurského šógunátu.